# بوری اورلوسکی
بوری اورلوسکی (اوکراینی: Борис Павлович Орловський؛ زادهٔ ۱۶ ژانویهٔ ۱۹۹۳) بازیکن فوتبال اهل اوکراین است.
او همچنین در تیم ملی فوتبال Ukraine U18 بازی کرده‌است.